# 최열 (환경운동가)
최열(崔冽, 1949년 1월 19일~)은 대한민국의 환경운동가이다.

## 경력
- 1982년~1987년: 한국공해문제연구소 소장
- 1988년: 공해방지운동연합 공동의장
- 1992년: 리우지구정상회의 한국민간대표단장
- 1993년~2002년: 환경운동연합 사무총장
- 1998년: 생명의 숲 공동대표

## 수상 내역
- 1994년: 유엔환경계획 선정 글로벌 500인
- 1995년: 골드만 환경상
- 1997년: 국민훈장 동백장
- 1999년: 월드워치매거진 선정 세계 시민운동가 15인
- 2010년: 그린 플래닛 영화상 문화대사상
- 2014년: 치코멘데스상